# Dolphin Space
Dolphin Space ist ein Unternehmen unter Leitung von Helmut Diez, das seit 1998 überwiegend im deutschsprachigen Raum Therapien mit den Echolokationslauten von Pilotwalen anbietet. Dabei wird, im Gegensatz zur eigentlichen Delfintherapie, auf die Anwesenheit der Tiere vollständig verzichtet. Das auf dieser Grundlage entwickelte therapeutische Konzept zur Behandlung behinderter, entwicklungsverzögerter oder verhaltensauffällige Kinder unter Einbeziehung von deren Eltern in Form eines eigenen Mentalcoachings, trägt gleichfalls diesen geschützten Namen. Bis 2008 arbeitete Dolphin Space, gegründet von Itay Peter Behr, Bianka Hofmann, Diez, Petra Reisch und Michael Scheer, vorrangig in Bremen, seither an verschiedenen Standorten des deutschsprachigen Raumes.

## Geschichte
Ab 1997 wurden in mehreren Expeditionen die Echolokationslaute von Delfinen mit eigens hierfür entwickelten Hydrophonen aufgenommen und systematisch mit den subjektiven Eindrücken der Forscher erfasst. Ausgangspunkt waren die Erkenntnisse des Entwicklungsteams aus Freiland-Interaktionsforschungen insbesondere mit Pilotwalen vor Teneriffa. Die Wale nutzten Echolokationslaute, um die Forscher zu identifizieren. Diese empfanden bei der Exposition positive Stimmungsänderungen sowie Glücks- und Entspannungszustände, die sie zu der Vermutung führten, dass die Echolokationslaute Veränderungen im Nervensystem hervorrufen, etwa in der Endorphin- und Hormonproduktion.
Das Konzept wurde 1997 von den Gründern von Dolphin Space – Itay P. Behr, Helmut Diez, Bianka Hofmann, Petra Reisch und Michael Scheer – für die Behandlung von Kindern in besonderen Lebenssituationen (Stoffwechselstörungen, Autismus, geistige und körperliche Einschränkungen, Wachkoma usw.) entwickelt und bezog die Familie des Patienten ein. Seither wurde das Behandlungsangebot auf Problemverhalten und Lernbehinderung von Kindern und auf Altersdemenz ausgedehnt, wobei dieser Teil des Programms gleichfalls die betreuenden Angehörigen mit einbezieht.
Ab April 2002 wurden im Bad des Bremer St.-Joseph-Stiftes regelmäßig therapeutische Anwendungen durchgeführt, doch wurde das Gebäude 2008 abgerissen. Bis 2013 erfolgten Anwendungen in verschiedenen Thermalbädern der Stadt, in der Folge auch in einem Thermalbad bei Nürnberg, Bädern in Bad Bevensen, der Neuroklinik in Kipfenberg und auf Mallorca sowie seit 2010 in Zürich. Seit 2005 besteht auch eine therapeutische Konzeption für den Hochleistungssport, die beispielsweise in Längenfeld im Ötztal Ende 2011 mit den österreichischen Weltcup- und Olympia-Teams im Snowboardcross durchgeführt wurde. Zu diesem zählte etwa Markus Schairer, Weltmeister im Snowboardcross von 2009, sowie Michael und Alessandro Hämmerle, Hanno Douschan, Susi Moll und Maria Ramberger.
Die öffentliche Wahrnehmung war, solange an einem festen Standort Therapien durchgeführt wurden, also bis 2008, recht hoch, wie Artikel in der lokalen, aber auch in vielen überregionalen Zeitungen und Beiträge von Fernsehsendern wie Das Erste, ZDF oder arte belegen. Eine erneute Steigerung des Publikumsinteresses basierte auf der Erkenntnis, dass der therapeutische Einsatz von in Gefangenschaft gehaltenen Delfinen Fragen nach der artgerechten Haltung der Tiere aufwarf. Delfinarien stießen unter diesem Blickwinkel zunehmend auf Ablehnung. Daher wurde nach Alternativen gesucht, womit Dolphin Space mit seiner ausschließlichen Nutzung der Echolokationslaute erneut Interesse fand. Die Frage der Einbeziehung der Eltern in die Therapie mit Delfinlauten, wie sie auch Dolphin Space vertrat, wurde gleichfalls diskutiert.

## Verfahren und Grundannahmen
Grundlage sind Echolokationslaute, die unter spezifischen Bedingungen der Kontaktaufnahme mit den Forschern entstanden sind. Dabei geht Dolphin Space davon aus, „dass Emotionen von Menschen und Tieren auf einer unbewussten Ebene die gleichen Regionen im menschlichen Gehirn ansprechen“, daher kommen „nur Lautsequenzen zum Einsatz, deren Kontext bei der Lautaufzeichnung wissenschaftlich dokumentiert wurde“. Mit Lautsprechern, die einen sehr hohen Frequenzgang und Schalldruck erzeugen, werden die den Patienten jeweils angemessenen Echolokationssequenzen bei der Wasser-Shiatsu-Behandlung (Watsu und Wata) zugespielt, beziehungsweise zur Klangmassage benutzt. Die Wassertherapie wird in verschiedenen Behandlungskonzeptionen eingesetzt, findet im 35° warmem Wasser statt und dauert jeweils 50 Minuten. Die Behandlung der Kinder in besonderen Lebenssituationen – Schwerstbehinderungen, Autismus, Wachkoma, Verhaltensauffälligkeiten und Lernbehinderungen – erstreckt sich dabei über eine Woche und findet in therapeutischen Behandlungsbädern statt. Parallel dazu reflektieren die meist elterlichen Bezugspersonen ihre Situationen und Belastungen in einem Mentalcoaching. Die Eltern erhalten eine Kurzausbildung im Triple P – Positive Parenting Program – und eine Unterweisung für die selbstständige Entwicklungsbeobachtung.
Der kommunikations- und systemtherapeutische Ansatzpunkt liegt in der Annahme, dass auch schon ungesicherte pränatale Diagnosen, die auf Behinderungen schließen lassen, für das Familiensystem Zukunftsängste, soziale Barrieren und besondere Belastungen schaffen, die in ihrer Gesamtheit, unabhängig vom objektiven Befund, „Behinderung“ produzieren. Es entsteht vielfach eine „maskierte Kommunikation“ zwischen den Eltern und dem Kind, welche von Ängsten geprägt ist, den Kindern die notwendige Therapien nicht rechtzeitig zukommen zu lassen, hinzu kommen häufig Schuldzuweisungen für die Gründe der Entwicklungs- und Verhaltenseinschränkung sowie eine einseitige Verteilung der Pflegeaufgaben sowie Uneinigkeit über die Wirksamkeit therapeutischer Maßnahmen. Neben der oft selbst gewählten sozialen Ausgrenzung des Familiensystems wird den entwicklungs- und verhaltenseingeschränkten Kindern häufig die Kommunikation abgenommen. Dies verbaut den Kindern die Möglichkeit, ihre kommunikativen und sozialen Potentiale zu entfalten. Daraus resultiert wiederum eine gesteigerte Abhängigkeit von Eltern und Pflegepersonen, die dazu führt, dass über sie verfügt wird, sowohl körperlich als auch kommunikativ. Zusätzlich zu den körperlichen Beschränkungen entsteht so eine kommunikative Isolation, dazu ein Mangel an Eigenwahrnehmung.

## Wissenschaftliche Bewertung
Tierbasierte Therapien sind seit jeher ein umstrittenes Feld, das gilt auch für die Arbeit mit Delfinen. Bei einer 2003 publizierten Untersuchung in den Florida Keys erwies sich bei tierbasierten Therapieformen, dass etwa 20 % der Delfine sich gegenüber Patienten anders verhielten als gegenüber sonstigen Menschen, doch zeigte sich demnach auch, dass die Kontaktdauer für eine gewöhnliche Ultrasound-Therapie nicht ausreiche. Beim Ansatz von Dolphin Space reduziert sich der tierbasierte Anteil der Arbeit ausschließlich auf die Echolokationslaute, das Verhalten der Tiere spielt demzufolge keine Rolle. Die Wirksamkeit dieser Laute auf Gewebe gilt gemäß einer ebenfalls 2003 publizierten Studie unter bestimmten Umständen als möglich, hat jedoch Voraussetzungen. Dazu gehört eine ausreichende Intensität, wiederholte Anwendung über mehrere Tage oder Wochen sowie eine bestimmte Anwendungsdauer pro Session. Vielfach wird dies in der späteren Literatur verunklärt, indem behauptet wird, Delfin-Ultrasoundtherapie habe keinerlei nachweisbare Wirkung auf den Therapieeffekt. In eine ähnliche Richtung weist eine Untersuchung von 2016. Eva Stumpfs Arbeit Konzepte und Wirksamkeit der Delfintherapien: Ein narrativer Review bestätigt zwar für Delfintherapien anhand von dreizehn kontrollierten Studien (von weltweit insgesamt 32 verfügbaren Studien zur Wirksamkeit von Delfintherapien, davon allein 23 zur Wirkung auf Menschen unter 30) „effects on cognitive, motor, communicative, and social skills for children with disabilities“. Doch die ausschließliche Wirkung der Echolokationslaute spielt in dieser Darstellung keine Rolle, denn die besagten Wirkungen des Sonarsystems könnten zumindest bei der tierbasierten Therapie kaum auftreten. Dies hänge damit zusammen, dass „Wirkungen der Sonarwellen nur bei geringer Entfernung und frontaler Ausrichtung des Delfins auf den Patienten zu erwarten“ seien.
2012 befasste sich Nicole Lämmermann in ihrer Dissertation Evaluation der Wirksamkeit der delfingestützten Therapie auch mit der „Wirkung der Echolokation der Delfine mittels Ultraschall“. Dabei wurde in Studien eine „Stimulierung des ZNS (spinal und zerebral)“ und eine Steigerung der „zerebralen Plastizität“ ins Feld geführt, auch „Einfluss auf die Gehirnwellen“ und analoge Zustände zu „tiefer Meditation“, dann zur Fähigkeit von Delfinen, „neurologische Störungen mit Hilfe des Sonars erkennen und ‚behandeln‘ [zu] können“. Jedoch, so die Autorin, fehlen schlüssige Studien, wenn auch ein Forschungsprojekt am Curacao Dolphin Therapy and Research Center in Zusammenarbeit mit der Deutschen Gesellschaft für Luft- und Raumfahrtmedizin, dolphin aid und der Neurologischen Klinik Vogtareuth bestehe. Die Aquathought Research Foundation glaubte zeigen zu können, „dass die Gehirnwellen-Frequenz nach der Interaktion gesunken war und dass die Gehirnhälften mehr Synchronisierung erfuhren“. Der durch den Ultraschall bewirkte Alpha-Zustand habe wiederum einen positiven Einfluss auf das Immunsystem. Wieder andere nahmen an, dass es zu einer erhöhten Ausschüttung des Neurotransmitters Serotonin im Gehirn komme. „Dadurch komme es zu einer erhöhten Aufmerksamkeit und besserem Wohlbefinden beim Kind.“ Der erst nach 15 Minuten eintretende Alpha-Zustand wird dabei „als optimale Voraussetzung für tiefgreifende Lernprozesse“ betrachtet.